# Zozobra

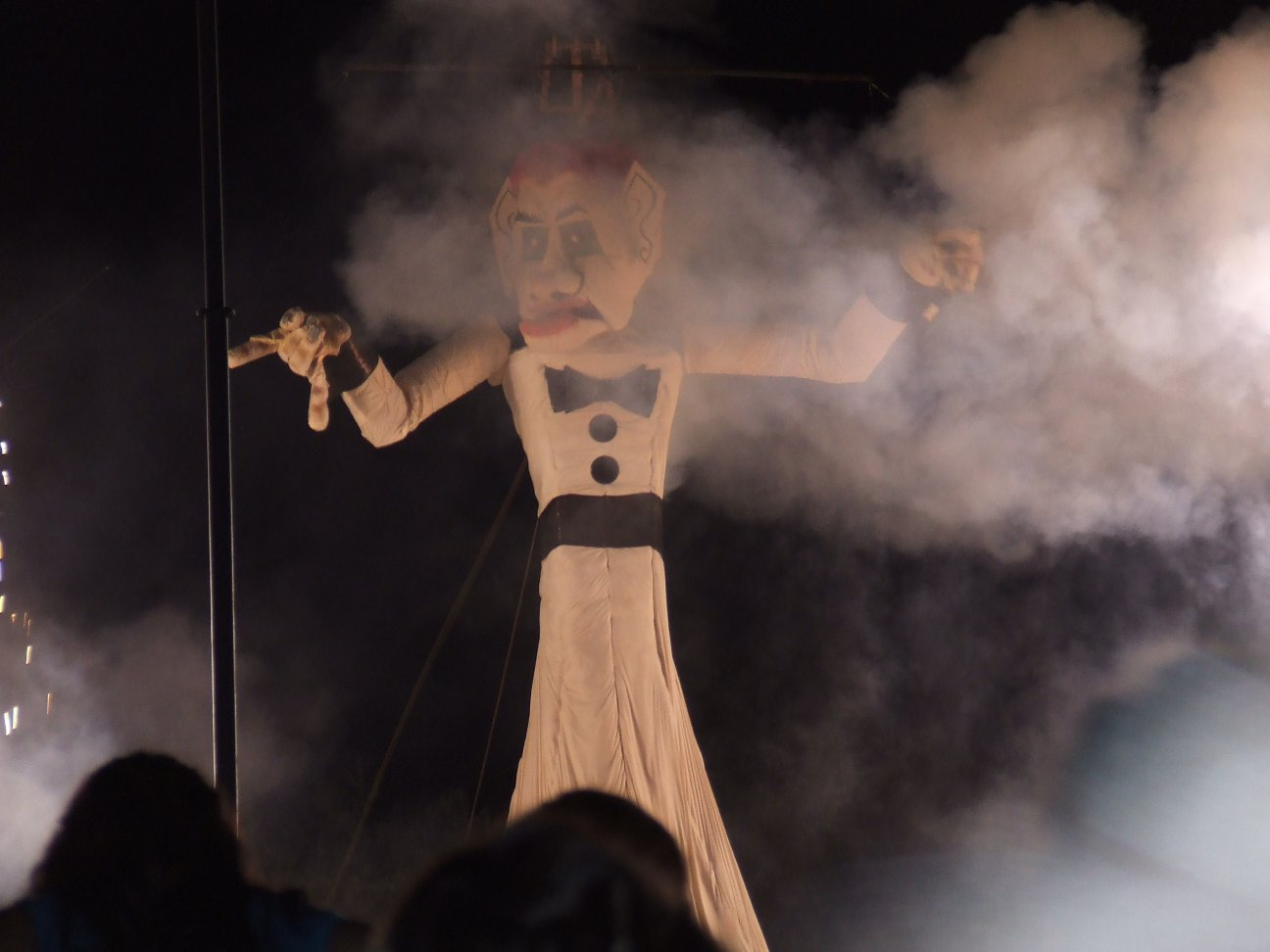
Zozobra, 2007

Zozobra, auch bekannt als Old Man Gloom, ist eine 15 Meter große Marionette, die jedes Jahr in Santa Fe, New Mexico, verbrannt wird und die kollektive Befreiung von Sorgen und Problemen symbolisiert. Die Veranstaltung findet am Freitag des Labor-Day-Wochenendes im Fort Marcy Park statt und bildet den Auftakt der Fiestas de Santa Fe.

## Geschichte

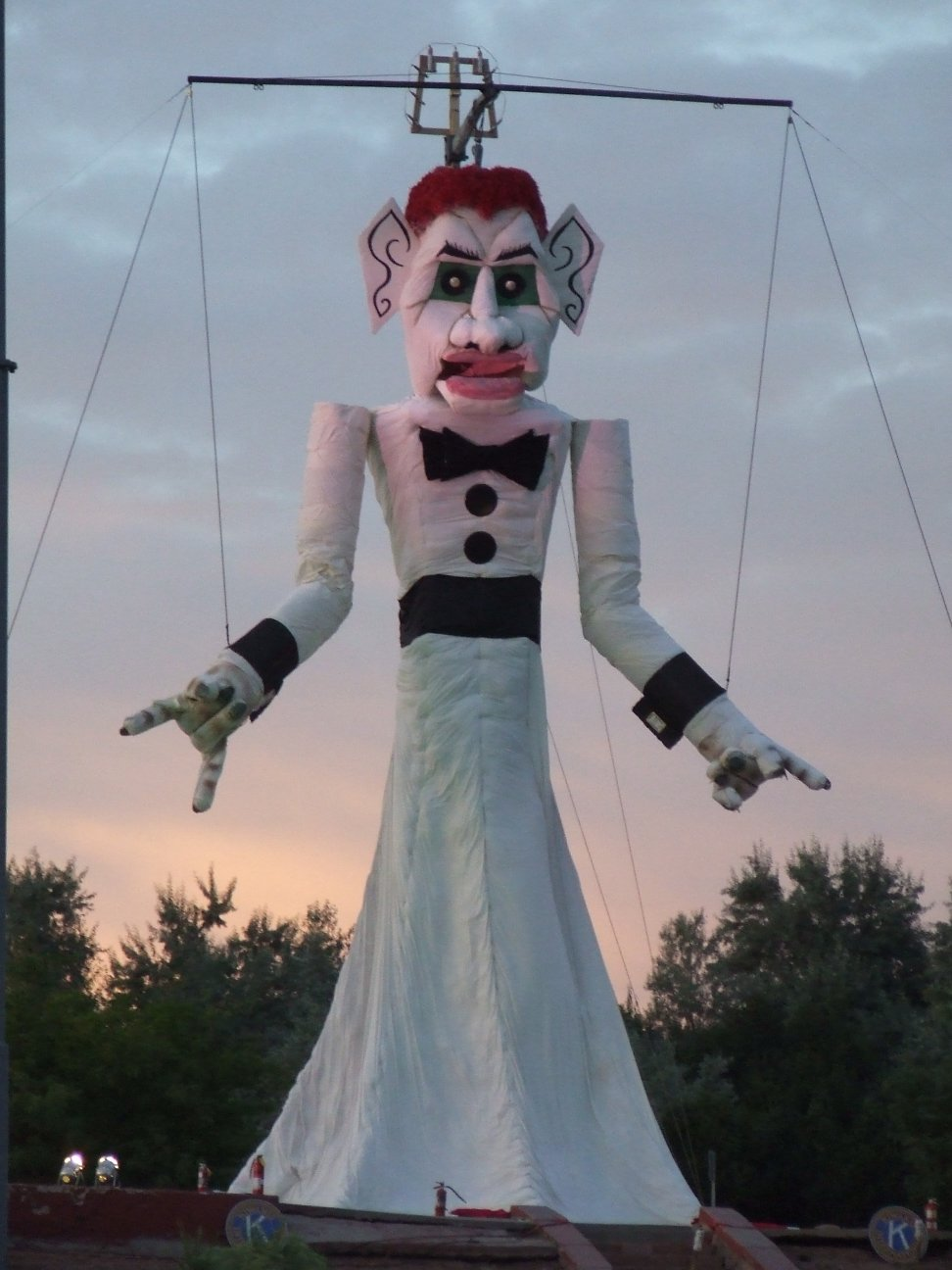
Zozobra (am Abend vor dem Event)

Der Künstler William Howard „Will“ Shuster schuf die erste Zozobra 1924 als Höhepunkt einer privaten Feier für Los Cinco Pintores, eine Gruppe von Künstlern und Schriftstellern, die in den 1920er Jahren nach New Mexico kamen. Inspiriert wurde er von der Tradition der Yaqui, in der Karwoche ein Bild des Judas auf einem Esel durch das Dorf reiten zu lassen und es schließlich anzuzünden. Will Shuster und sein Freund E. Dana Johnson, Redakteur der Lokalzeitung, kamen auf den Namen Zozobra, was im Spanischen so viel wie „Furcht, Angst oder Trauer“ bedeutet. Die Verbrennung fand zunächst im privaten Rahmen statt, wurde aber 1926 zu einem öffentlichen Ereignis. Seitdem wird die Zozobra jedes Jahr am Freitag des Labor-Day-Wochenendes im Fort Marcy Park in Santa Fe verbrannt. Seit 1964 besitzt der Kiwanis-Club die ausschließlichen Urheber- und Markenrechte für diese Tradition, die eine der wichtigsten Spendenaktionen des Clubs ist und als gemeinnützige Veranstaltung zugunsten von Kindern mit Hilfe von Zuschüssen aus dem Reinerlös der Veranstaltung durchgeführt wird. 2008 wurde Zozobra in die New Mexico Tourism Hall of Fame aufgenommen.

## Event
Die Figur der Zozobra ist eine der größten Marionetten (Effigien) der Welt und wurde 2008 als größte Puppe bzw. Marionette ins Guinness-Buch der Rekorde aufgenommen. Sie besteht aus Holz, Draht und Baumwollstoff und ist mit geschreddertem Papier gefüllt, darunter oft persönliche Dokumente wie Scheidungsurkunden oder bezahlte Hypotheken, die symbolisch verbrannt werden. Die Figur kann Arme und Kopf bewegen und macht vor der Verbrennung unheimliche Geräusche. Im Vorfeld der Verbrennung bringen die Anwohner ihre „Sorgen“ mit: Zettel mit persönlichen Sorgen, Liebesbriefe, Strafzettel wegen Falschparkens oder andere symbolische Gegenstände, die in die Skulptur gesteckt werden. Während der Veranstaltung findet ein Spektakel statt, bei dem Fackelträger und der Feuergeist Zozobra gegeneinander antreten, was in der brennenden Zerstörung der Skulptur gipfelt, begleitet von einem Feuerwerk.

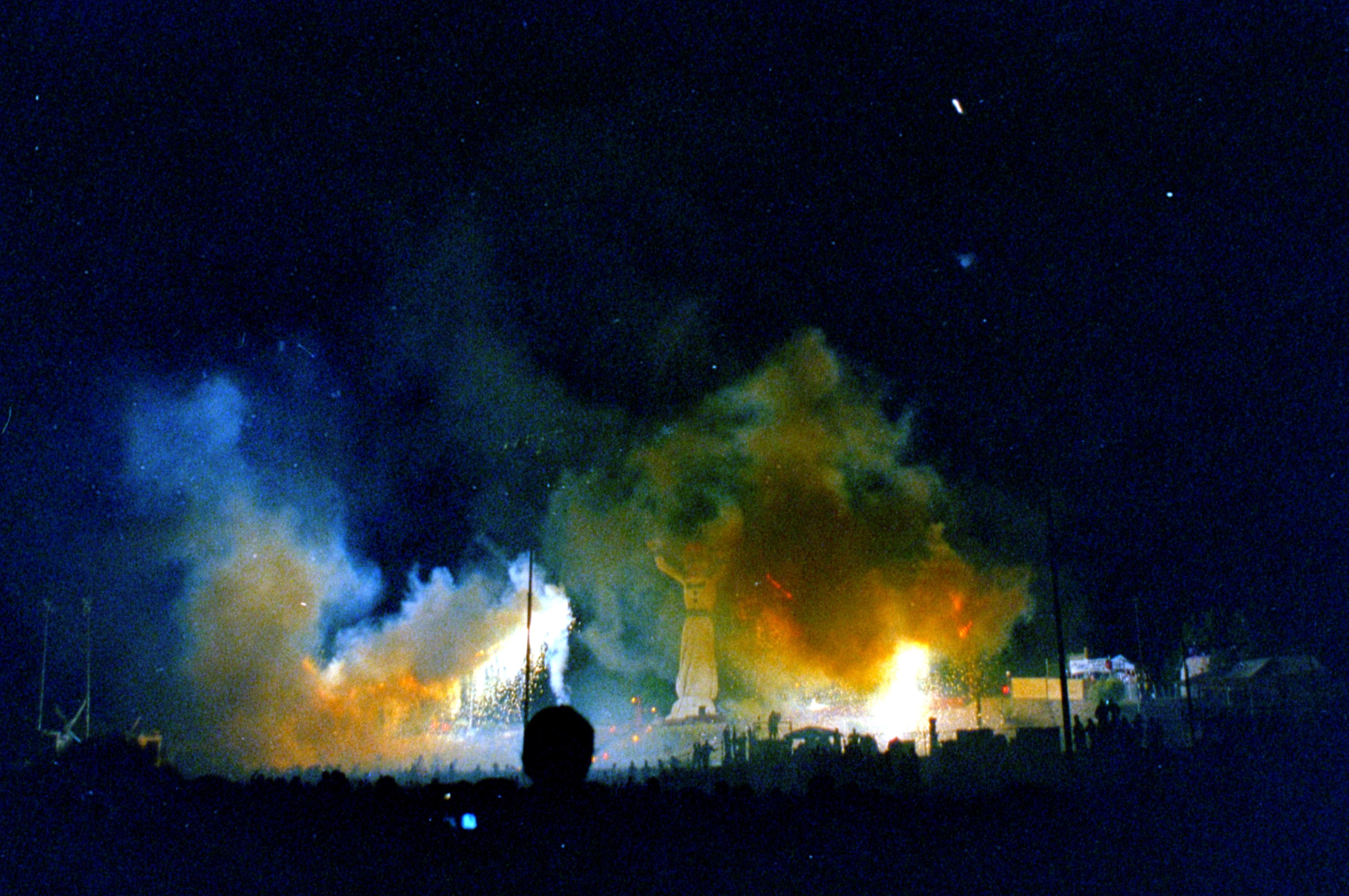
Zozobra, 1999

Die Verbrennung der Zozobra ist ein gemeinschaftlicher Akt der Katharsis, der es den Teilnehmern ermöglicht, ihre Ängste metaphorisch zu vernichten und einer hoffnungsvollen Zukunft entgegenzusehen. Die Veranstaltung zieht jedes Jahr mehr als 60.000 Besucher an, viele weitere verfolgen sie online. 2024 feierte Zozobra sein hundertjähriges Bestehen. Aus diesem Anlass organisierte das New Mexico History Museum eine Ausstellung mit dem Titel „Zozobra: A Fire That Never Goes Out“ (Zozobra: Ein Feuer, das niemals erlischt), die sich mit den Ursprüngen, der Entwicklung und der Bedeutung der Veranstaltung befasste.

## Ähnliche Veranstaltungen
Weltweit gibt es viele Bräuche, bei denen eine Puppe oder Figur symbolisch verbrannt wird, um Schuld, Unglück oder Böses zu vertreiben. Hier einige Rituale, die Zozobra ähneln:
- Guy Fawkes Night (Großbritannien) – Am 5. November wird eine Puppe von Guy Fawkes verbrannt, um an den gescheiterten Anschlag auf das englische Parlament im Jahr 1605 zu erinnern; heute hat das Fest eher eine säkulare Bedeutung als ein allgemeines Feuerfest.
- Judasverbrennung (Lateinamerika, Südeuropa) - In Ländern wie Mexiko, Spanien oder Italien wird zu Ostern eine Puppe, die den Verräter Judas symbolisiert, öffentlich verbrannt oder in die Luft gesprengt, oft begleitet von Spottreden und Festen.
- Effigy Burning in Indien (z. B. Ravan Dahan) – Beim hinduistischen Fest Dussehra wird eine riesige Figur des Dämonenkönigs Ravana verbrannt, um den Sieg des Guten über das Böse zu feiern.[7]
- Masleniza (Russland) – Um den Winter zu vertreiben, wird eine weibliche Strohfigur, die Masleniza, verbrannt. Der Brauch hat vorchristliche Wurzeln und markiert den Beginn der Fastenzeit.
- Die Nubbelverbrennung ist ein Kölner Karnevalsbrauch, bei dem am Veilchendienstag eine Strohpuppe, der „Nubbel“, symbolisch für alle im Karneval begangenen Sünden verbrannt wird. Der Nubbel hängt während der Karnevalszeit über vielen Kneipen und wird in einem nächtlichen Umzug mit viel Musik und Trauergesängen zum Scheiterhaufen gebracht. Mit seiner Verbrennung endet der Karneval und die Fastenzeit beginnt.
- Burning Man ist ein jährlich stattfindendes Kunst- und Kulturfestival in der Wüste von Nevada, bei dem zehntausende Menschen für eine Woche eine temporäre Stadt namens „Black Rock City“ errichten. Die Veranstaltung steht im Zeichen von radikaler Selbstentfaltung, Kreativität und Gemeinschaft, kommerzielle Aktivitäten sind nicht erlaubt. Höhepunkt ist das rituelle Verbrennen einer riesigen Holzfigur - des „Burning Man“ - als Symbol des Loslassens und der Erneuerung.
- Das Sechseläuten (zürichdeutsch Sächsilüüte) ist ein traditionelles Zürcher Frühlingsfest, bei dem der Winter symbolisch durch das Verbrennen des „Böögg“, einer Schneemannfigur auf einem Scheiterhaufen, vertrieben wird. Höhepunkt des Festes ist der Umzug der Zünfte durch die Stadt, begleitet von historischen Kostümen, Musik und geschmückten Pferden. Die Zeit, die der Böögg braucht, um auf seinem Kopf zu explodieren, gilt als Wettervorhersage für den kommenden Sommer.

Diese Rituale dienen oft als kollektive Reinigung, symbolischer Neuanfang oder soziales Ventil.